# 小峯愛未
小峯 愛未（こみね あみ、1995年2月26日 - ）は、日本の女性声優。大阪府出身。スターダストプロモーション所属を経て現在はフリーランス。

## 略歴
中学時代は吹奏楽部で、高校は美術学校に進学。声優業を志したのは高校在学中に芸能活動に興味を持ったことから。そのため、それまで芝居の経験はなく、本格的に芝居の勉強をしたのは事務所所属後からである。
2016年4月、スターダストプロモーション制作3部（現 第三事業部）に新設された声優部の第1回オーディションを経て同事務所に所属。
2017年1月、スターダストプロモーション声優部所属の新人声優により結成されたユニット「サンドリオン」のメンバーとなる。メンバーカラーは赤。同ユニットでは最年長である。2024年12月25日のユニット解散まで約8年間活動した。
2017年6月より、スターダストプロモーションのゲーム配信番組・ユニット「スタダGG!（スターダストゲームガールズ）」に参加。アカウント名は「AMIDAM」。
2025年3月31日をもってスターダストプロモーションを退所、フリーランスとなる。 

## 人物
趣味は料理。特技は算盤。辛い食べ物を好む。親や祖母がジブリ作品やディズニー作品を好んで一緒に見たり、5歳上の姉もアニメ好きだったことから幼少期よりアニメに慣れ親しみ、絵を描くのが好きになった中学生の頃からは自分でも見るようになり、学生時代は漫画とアニメ一色だったという。少女漫画を好み、中でも白泉社のもの、作家は高尾滋をもっとも好む。
美術系に進んだ高校時代はイラストレーターや絵本作家といった絵を描く仕事に就こうと当初は思っていたものの、芸能活動に興味をもって多くのオーディションを受けるようになった。漫画やアニメを好んだことから声優業を思い描くが、担任教師から「声に特徴がないし無理じゃないか」と言われ、これが却って絶対に声優になろうと奮起したきっかけになった。
学生時代、喋るのは好きだが、自身の気持ちを表現するのが下手で、気持ちを一番表現できるのが絵だったという。スターダストプロモーション声優部所属前は声優業のみならず、ラジオパーソナリティも志望しており、ウェブラジオ「本気!アニラブ」では第9期と第10期の2期連続でパーソナリティを務めた。
演じるキャラクターのタイプについて、元気っ子みたいな役が得意と思っていたが、周りからは「クールなキャラクターのほうが向いてる」と言われることも多く、『CUE!』で宇津木聡里役を演じた際、ナチュラルに演じられたという。

## 出演
太字はメインキャラクター。

### テレビアニメ
- CUE!（2022年、宇津木聡里[14]）
- 星屑テレパス（2023年、尾崎さん[15]）

### ゲーム
2010年代
- 放置少女〜百花繚乱の萌姫たち〜（2017年、真田幸村、北条氏康）
- ルナクロニクルR（2018年、シャロン、ケネス）
- クラッシュフィーバー（2019年、玉藻御前/タマモ）
- CUE!（2019年、宇津木聡里）

2020年代
- にゃんグリラ（2020年、小春）
- モンスターストライク（2020年、モヘンジョダロ）
- 野生少女（2020年、ベルリタ）
- サクラ革命 〜華咲く乙女たち〜（2020年、砂原ありの）
- ガールズXバトル2（2021年、ノーリス）
- アリスフィクション（2022年、ハンニバル）

### ドラマCD
- セイレン 特典ドラマCD（2017年）[1]
- 福尾美佳と小峯愛未のドキドキ診療室（2017年） ※「本気!アニラブ 第10期テーマCD」収録[25]

### ラジオ
※はインターネット配信。
- 小峯愛未の本気!アニラブ（2016年 - 2017年、超!A&G+※）
- CUE!&A（2019年、文化放送・超!A&G+※、A&G TRIBAL RADIO エジソン内） - 「Moon」メンバーとして
- サンドリ on the Radio（2021年 - 2024年、超!A&G+※）[26][27]
- 小峯愛未のコミネティラジオ〜！（2022年 - 2024年、Radiotalk※）[28][29]

### テレビ番組
※はインターネット配信。
- ガールズバー「WiCKED」（2014年 - 2015年、ニコニコ生放送(ラジオ大阪)※） - 見習い店員 あみ[13]
- スタヴァ!（2016年 - 2024年、ニコニコ生放送※・SHOWROOM※→YouTube Live※）[30]
- 一夜づけ（2017年 - 2018年、テレビ東京） - 第5期生[1]
- サンドリONLINE（2019年 - 2022年、LINE LIVE※）[31]
- サンドリオンのわるいのはぜんぶゲーマーズ（2021年 - 2025年、YouTube※）[32]

### 舞台
- 爆走おとな小学生 第五回課外授業「ゴリラ～GORILLA～」（2018年4月18日 - 22日、中目黒キンケロ・シアター） - エリス 役[33]
- 爆走おとな小学生 第六回課外授業「流さないラジオ」（2018年6月19日 - 24日、コフレリオ新宿シアター）[34]
- 爆走おとな小学生 第九回課外授業「ミーンナジブンガカワユス」（2019年7月23日 - 28日、劇場MOMO） - 多部シルバ 役[35]

### 朗読劇
- メイホリックシアター09 朗読劇『叶え屋「ソルシレーヴ」〜メリーバッドエンド〜』再演（2022年8月9日、11日、12日、BOX in BOX THEATER） - ティアナ 役[36]
- 季節の朗読「しきよみ」#5『夏の朗読劇【初恋】』（2023年7月22日、ところざわサクラタウン ジャパンパビリオン ホールB）[37]
- Voice & Stories ランダムマッチ交流戦 UNDERCΦDE VS えのじょ放送部「The First Impression ～第１印象から決めてました！～」（2025年2月15日、シアター代官山）[38]

### その他コンテンツ
- メディアミックスプロジェクト「泉極志」（2018年、月夜野峰[39]）
- メディアミックスプロジェクト「ボイスト～Voice＆Stories～」（2023年、闇〈神宮寺藍玉〉[40][41]）

## ディスコグラフィ

### キャラクターソング
| 発売日   | 商品名                                       | 歌                     | 楽曲 | 備考                                   |
| 2019年   | 2019年                                       | 2019年                 | 2019年 | 2019年                                 |
| -------- | -------------------------------------------- | ---------------------- | --- | -------------------------------------- |
| 11月27日 | Forever Friends                              | AiRBLUE                | 「Forever Friends」                                                                                            | ゲーム『CUE!』オープニングテーマ       |
| 11月27日 | Forever Friends                              | AiRBLUE                | 「さよならレディーメイド」                                                                                     | ゲーム『CUE!』関連曲                   |
| 11月27日 | Forever Friends                              | Moon                   | 「Forever Friends」                                                                                            | ゲーム『CUE!』関連曲                   |
| 2020年   |                                              |                        | |                                        |
| 2月12日  | MiRAGE! MiRAGE!!                             | Moon                   | 「MiRAGE! MiRAGE!!」 「ヒカリニ染マル未来」 「our song」                                                       | ゲーム『CUE!』関連曲                   |
| 3月25日  | beautiful tomorrow                           | AiRBLUE                | 「beautiful tomorrow」 「私たちはまだその春を知らない」                                                        | ゲーム『CUE!』関連曲                   |
| 3月25日  | beautiful tomorrow                           | Moon                   | 「beautiful tomorrow」                                                                                         | ゲーム『CUE!』関連曲                   |
| 8月26日  | Colorful／カレイドスコープ                   | AiRBLUE                | 「Colorful」 「カレイドスコープ」                                                                              | ゲーム『CUE!』関連曲                   |
| 8月26日  | Colorful／カレイドスコープ                   | Moon                   | 「Colorful」                                                                                                   | ゲーム『CUE!』関連曲                   |
| 9月16日  | Reach For The World!                         | Moon                   | 「Reach For The World!」 「Determination-声の架け橋-」 「CUTE♡CUTE♡CUTE♡」                                     | ゲーム『CUE!』関連曲                   |
| 2021年   |                                              |                        | |                                        |
| 1月6日   | 最高の魔法                                   | AiRBLUE                | 「最高の魔法」 「白い沿線」                                                                                    | ゲーム『CUE!』関連曲                   |
| 1月6日   | 最高の魔法                                   | Moon                   | 「最高の魔法」                                                                                                 | ゲーム『CUE!』関連曲                   |
| 4月21日  | Talk about everything                        | AiRBLUE                | 「CUTE♡CUTE♡CUTE♡」 「ミライキャンバス」 「our song」 「Radio is a Friend!」 「マイサスティナー」 「雫の結晶」 | ゲーム『CUE!』関連曲                   |
| 2022年   |                                              |                        | |                                        |
| 1月26日  | スタートライン／はじまりの鐘の音が鳴り響く空 | AiRBLUE                | 「スタートライン」                                                                                             | テレビアニメ『CUE!』オープニングテーマ |
| 1月26日  | スタートライン／はじまりの鐘の音が鳴り響く空 | AiRBLUE                | 「はじまりの鐘の音が鳴り響く空」                                                                               | テレビアニメ『CUE!』エンディングテーマ |
| 1月26日  | スタートライン／はじまりの鐘の音が鳴り響く空 | AiRBLUE                | 「空合ぼくらは追った」                                                                                         | テレビアニメ『CUE!』関連曲             |
| 1月26日  | スタートライン／はじまりの鐘の音が鳴り響く空 | Moon                   | 「スタートライン」 「はじまりの鐘の音が鳴り響く空」                                                            | テレビアニメ『CUE!』関連曲             |
| 3月16日  | CUE! BD第1巻 きゃにめ特典CD                  | 宇津木聡里（小峯愛未） | 「Forever Friends」                                                                                            | ゲーム『CUE!』関連曲                   |
| 4月20日  | CUE! BD第2巻 きゃにめ特典CD                  | 宇津木聡里（小峯愛未） | 「さよならレディーメイド」                                                                                     | ゲーム『CUE!』関連曲                   |
| 5月18日  | Tomorrow's Diary／ゆめだより                 | AiRBLUE                | 「Tomorrow's Diary」                                                                                           | テレビアニメ『CUE!』オープニングテーマ |
| 5月18日  | Tomorrow's Diary／ゆめだより                 | AiRBLUE                | 「ゆめだより」                                                                                                 | テレビアニメ『CUE!』エンディングテーマ |
| 5月18日  | Tomorrow's Diary／ゆめだより                 | AiRBLUE                | 「Road to Forever」                                                                                            | テレビアニメ『CUE!』関連曲             |
| 5月18日  | Tomorrow's Diary／ゆめだより                 | Moon                   | 「Tomorrow's Diary」 「ゆめだより」                                                                            | テレビアニメ『CUE!』関連曲             |
| 6月15日  | CUE! BD第4巻特典CD                           | 宇津木聡里（小峯愛未） | 「beautiful tomorrow」 「Colorful」 「最高の魔法」 「ミライキャンバス」                                        | ゲーム『CUE!』関連曲                   |
| 8月17日  | CUE! BD第6巻 きゃにめ特典CD                  | 宇津木聡里（小峯愛未） | 「スタートライン」 「はじまりの鐘の音が鳴り響く空」                                                            | テレビアニメ『CUE!』関連曲             |

### 歌手参加作品
| 発売日         | 商品名                             | 歌       | 楽曲                      | 備考                                                       |
| -------------- | ---------------------------------- | -------- | ------------------------- | ---------------------------------------------------------- |
| 2019年6月25日  | CRASH FEVER ORIGINAL SOUNDTRACK 04 | 小峯愛未 | 「ALICE Dreamin' School」 | スマートフォンゲーム『クラッシュフィーバー』イベント主題歌 |
| 2019年12月21日 | IRODORI／流星群                    | 小峯愛未 | 「IRODORI」 「流星群」    | ビジュアルノベル『WABISABI』主題歌                         |

### その他参加作品
| 発売日       | 商品名                          | 歌      | 楽曲             | 備考                                              |
| ------------ | ------------------------------- | ------- | ---------------- | ------------------------------------------------- |
| 2017年1月6日 | 本気!アニラブ 第9期テーマソング | Staars! | 「愛っ!!me too」 | Webラジオ『本気!アニラブ』第9期オープニングテーマ |